# Janis Papadopulos (szachista)
Janis Papadopulos, gr. Γιάννης Παπαδόπουλος (ur. 12 kwietnia 1988) – grecki szachista, arcymistrz od 2009 roku.

## Kariera szachowa
W latach 2000–2008 kilkukrotnie reprezentował Grecję na mistrzostwach Europy i świata juniorów w różnych kategoriach wiekowych. Do końca 2006 r. nie osiągnął żadnych znaczących międzynarodowych wyników (ranking w dniu 1 stycznia 2007 r. – 2351), pierwsze sukcesy odnosząc w drugiej połowie 2007 roku. najpierw wypełnił w Kawali pierwszą normę na tytuł arcymistrza, a następnie w przekonujący sposób zdobył w Igumenitsie tytuł indywidualnego mistrza Grecji (drugiego w tabeli Christosa Banikasa wyprzedzając aż o 2 punkty), jednocześnie zdobywając drugą normę arcymistrzowską. Trzecią i ostatnią normę zdobył w 2008 r. podczas indywidualnych mistrzostw Europy, rozegranych w Płowdiwie.
Najwyższy ranking w dotychczasowej karierze osiągnął 1 lipca 2008 r., z wynikiem 2490 punktów dzielił wówczas 9–10. miejsce (wspólnie z Efstratiosem Griwasem) wśród greckich szachistów. Tytuł arcymistrzowski otrzymał dzięki osiągnięciu "wirtualnego" rankingu 2500,5 pkt po III rundzie otwartego turnieju w Differdange w maju 2008 roku.